# Football Club Femminile Cagliari 1981
Questa voce raccoglie le informazioni riguardanti il Football Club Femminile Cagliari nelle competizioni ufficiali della stagione 1981.

## Rosa
Tratta da un documento ufficiale consegnato all'arbitro.
| N. |                   | Ruolo | Calciatrice      |
| -- | ----------------- | ----- | ---------------- |
|    | Italia (bandiera) |       | Dolores Angius   |
| 9  | Italia (bandiera) | A     | Maria Barbato    |
| 1  | Italia (bandiera) | P     | Lucia Cacciuto   |
| 5  | Italia (bandiera) | C     | Angela Coda      |
| 11 | Italia (bandiera) | A     | Giuseppina Contu |
| 10 | Italia (bandiera) | A     | Bonaria Laconi   |
|    | Italia (bandiera) |       | Annalisa Medda   |
| 12 | Italia (bandiera) | P     | Carmela Melis    |

| N. |                   | Ruolo | Calciatrice         |
| -- | ----------------- | ----- | ------------------- |
| 8  | Italia (bandiera) | A     | Laura Pilato        |
| 6  | Italia (bandiera) | C     | Costantina Sanna    |
| 4  | Italia (bandiera) | C     | Elisabetta Secci    |
| 2  | Italia (bandiera) | D     | Antonietta Serrenti |
| 3  | Italia (bandiera) | D     | Marinella Serrenti  |
| 11 | Italia (bandiera) | A     | Giovanna Sini       |
| 7  | Italia (bandiera) | A     | Anna Vistosu        |